# Лаурана, Франческо
Франческо Лаурана (итал. Francesco Laurana) или Франческо де ла Врана (хорв. Frane Vranjanin; 1430, Ла Врана, близ Задара — до 12 марта 1502, Авиньон) — скульптор и медальер из Далмации. Считается одновременно итальянским и хорватским скульптором.

## Биография
Лаурана родился во Вране, близ Задара в Далмации. Под властью Венецианской республики этот город назывался "Ла Врана", поэтому Франческо взял себе такой псевдоним.
Выучившись на скульптора, Франческо (или Лучано) начал самостоятельную карьеру в Неаполе, где он пребывал с 1453 по 1458 годы, работая над триумфальной аркой в честь Альфонсо V в замке Кастель-Нуово. После смерти Альфонсо Лаурана был приглашён во Францию в город Экс-ан-Прованс ко двору Рене Анжуйского, титулярного короля Неаполя. Последний поручил ему создать несколько бронзовых медалей с портретами своих придворных.
В 1466 году Лаурана переехал на Сицилию. Там он занимался часовней Мастрантонио и гробницей Пьетро Спечиале в церкви святого Франциска в Палермо, боковой дверью в церкви святой Маргариты в Шакке, скульптурами Мадонны с младенцем в соборах Палермо (1471) и Ното, и бюстом, где, как утверждают, изображена Элеонора Арагонская, который сейчас находится во дворце Абателлис в Палермо.
В 1471 году Франческо вернулся в Неаполь, где выполнил скульптуру Мадонны в часовне святой Барбары. Дальше он три года (1474-1477) находился в Урбино, где работал его предполагаемый родственник Лучано де Лаурана.
Затем Лаурана окончательно перебрался во Францию. Приехав в Марсель, он построил небольшую капеллу в местном соборе Девы Марии, первом здании во Франции, сооружённом полностью в стиле Возрождения. Там же им был создан мраморный алтарь святого Лазаря. В Авиньоне он работал над ретабло с изображением Голгофы в церкви святого Дидье, а также над надгробиями Джованни Косса в храме святой Марты в Тарасконе и графа Карла IV в Ле-Мане.
Франческо Лаурана умер в 1502 году в Марселе или Авиньоне.

## Творчество
Существует мнение (не подтверждённое документами), что Франческо — родственник архитектора Лучано де Лаурана. Хотя Лаурана родился и сформировался в Далмации, он испытал значительное каталонское и бургундское влияние.
Бюсты Лаураны выполнены в том же стиле, что и живописные портреты Антонелло да Мессина. Лучшие работы — портреты Элеоноры Арагонской и Баттисты Сфорца. В этих маленьких, ярких, излишне идеализированных портретах прослеживается влияние Пьеро делла Франческа.
Франческо Лаурана был одним из самых значимых и одновременно "сложных" скульпторов XV века. Его "сложность" заключается в пребывании в разных культурных кругах и подверженности множественным влияниям. Его лучшие работы стали результатом заимствования стилей самых разных творцов. В его портретных бюстах видна творческая индивидуальность, которая была замечена лишь в конце XIX века. Его поздние работы свидетельствуют о некой ассимиляции скульптора с северным реализмом, что отсутствует в его итальянских творениях.